# Магия Войны: Тень Повелителя
Магия войны. Тень Повелителя — российская компьютерная игра, разработанная компанией Targem Games и изданная компанией Бука. Сочетает черты стратегии и RPG.

## Игровой процесс
Действие игры происходит в фэнтезийном мире, в котором игрок выбирает одного из 4 типов героев, каждый из которых имеет собственную специализацию:
- Маг хаоса.
- Маг природы.
- Маг энергии.
- Полководец.

Выбрав персонажа, игрок может нанять различные боевые отряды, которые, как и персонаж, могут улучшаться и получать опыт, начисляемый за убийства врагов и выполнение квестов.
В мире игры существуют города, где игрок может приобретать улучшенное оружие для своей армии, а также продавать и покупать различные артефакты.

## Сюжет
Издревле от натисков Хаоса мир охранял магический кристалл, создававший защитную ауру вокруг всего сущего. За пределами ауры реальность была искажена.
Изначально Внутренний мир был поделен на три государства — Империю людей, Царство эльфов, Землю гномов. После ухода гномов в подземные чертоги, Император людей и Высокая хранительница эльфов объявили их свободными навеки. С течением времени в этих местах образовалось несколько свободных поселений, в которых жили представители различных рас.
Однако спустя некоторое время в Царстве эльфов появляется колдун и завоевывает доверие Высокой Хранительницы Эльфов. Он дарит ей чудесную диадему, благодаря которой она становится более решительной в делах и поистине великой повелительницей своего народа. В какой-то момент эльфы вспоминают, что попали в этот мир из-за катаклизма, который они называют "Сдвигом". Под руководством колдуна разрабатывается план возвращения эльфов на родину, согласно которому магический кристалл должен быть разрушен.
Развязалась жестокая война, эльфы неумолимо приближались к Центру мира, но появляется наемник, под его командованием люди вынудили их начать мирные переговоры.
Такой поворот событий не устраивал Колдуна: при странных обстоятельствах погибает Великая Хранительница, а во Внутренний мир вторгается орда нежити, рвущаяся к Магическому кристаллу.
Главный герой — выпускник Имперской школы магов. По традиции каждый выпускник должен пройти испытание в Гильдии боевых магов, которая состоит из огромной сети магических башен по всему Внутреннему миру. Случайно он узнает, что остановить натиск нежити можно с помощью некоего артефакта гномов, который очень давно был потерян. Остается совсем мало времени — Колдуну известно об угрозе — чтобы разыскать артефакт и уничтожить Чёрную цитадель Колдуна и сохранить целостность мира.

## Рецензии
| Сводный рейтинг                          | Сводный рейтинг |
| Агрегатор                                | Оценка          |
| ---------------------------------------- | --------------- |
| MobyRank                                 | 63/100          |
| Русскоязычные издания                    |                 |
| Издание                                  | Оценка          |
| Absolute Games                           | 66 %            |
| «Домашний ПК»                            | [ 5 ]           |
| Награды                                  |                 |
| Издание                                  | Награда         |
| Орден журнала «Лучшие компьютерные игры» |                 |

Крупнейший российский портал игр Absolute Games поставил игре 66 %. Обозреватели отметили хорошую графику и игровой процесс. К недостаткам были отнесены слабые битвы и искусственный интеллект. Вердикт: «Вердикт, к сожалению, закономерен. Разработчики из Targem Games не стали оригинальничать и налетели на тот самый риф, который уже погубил немало аналогичных проектов. Аллегорическая погоня за двумя зайцами в очередной раз закончилась тем, что в игре не оказалось ни нормальной стратегии, ни захватывающего, насыщенного событиями и диалогами, ролевого приключения. Если SpellForce как-то выезжала за счет полноценной RTS-составляющей, то о «Магии войны» этого, увы, не скажешь — столь обожаемое нами строительство домиков носит весьма опосредованный характер (развитие городов больше зависит от редких ресурсов, которые мы можем туда притащить и обменять на свободно конвертируемое золото). Вопрос же о том, возможно ли вообще создание качественного игрового коктейля, объединяющего RTS и RPG, где ни один из ключевых элементов этих популярнейших жанров не был бы забыт, остается открытым. Подозреваю, что «Магия войны» — не последняя ласточка.».